# Думанці
Ду́манці — село в Україні, у Черкаському районі Черкаської області, підпорядковане Леськівській сільській громаді. За даними перепису 2001 року в селі мешкало 760 людей.

## Історія
11 — 13 лютого 1920 року у Думанцях під час Зимового походу стояв на відпочинку Кінний полк Чорних Запорожців Армії УНР.
В селі Думанці на даний час є кам'яна церква Святого Миколая, але колись була,  дерев'яна на кам'яному фундаменті — це була пам'ятка архітектури. І під час технічного огляду, який проводив архітектор Попель Іван Романович 15 листопада 1984 р. оцінив її стан як "задовільний". Також замовили табличку яка є копією попередньої, але прикріпити не встигли, бо церква була пограбована та спалена грабіжниками. Табличка збережена до нашого часу жителем села Думанці, Тузом Володимиром Михайловичем, пращури якого походять з козацького роду.

## Населення

### Мовний склад
Рідна мова населення за даними перепису 2001 року:
| Мова            | Кількість | Відсоток |
| --------------- | --------- | -------- |
| українська      | 712       | 93.68%   |
| російська       | 35        | 4.61%    |
| вірменська      | 6         | 0.79%    |
| білоруська      | 6         | 0.79%    |
| інші/не вказали | 1         | 0.13%    |
| Усього          | 760       | 100%     |

## Сучасність
Думанці розміщене за 26 км від обласного центру, за 6 км від автодороги Канів — Черкаси — Кременчук, на річці Тясмин.
Село було відоме старовинною дерев'яною Миколаївською церквою, побудованою у 1789 році. Належала до пам'яток національного значення. Пізніша перебудова (ймовірно ХІХ ст.) внесла в образ церкви риси класицизму. Церква згоріла 1997 року. У середині 2000 років в селі коштом мешканців збудували нову церкву, але вже на новому місці.

## Галерея

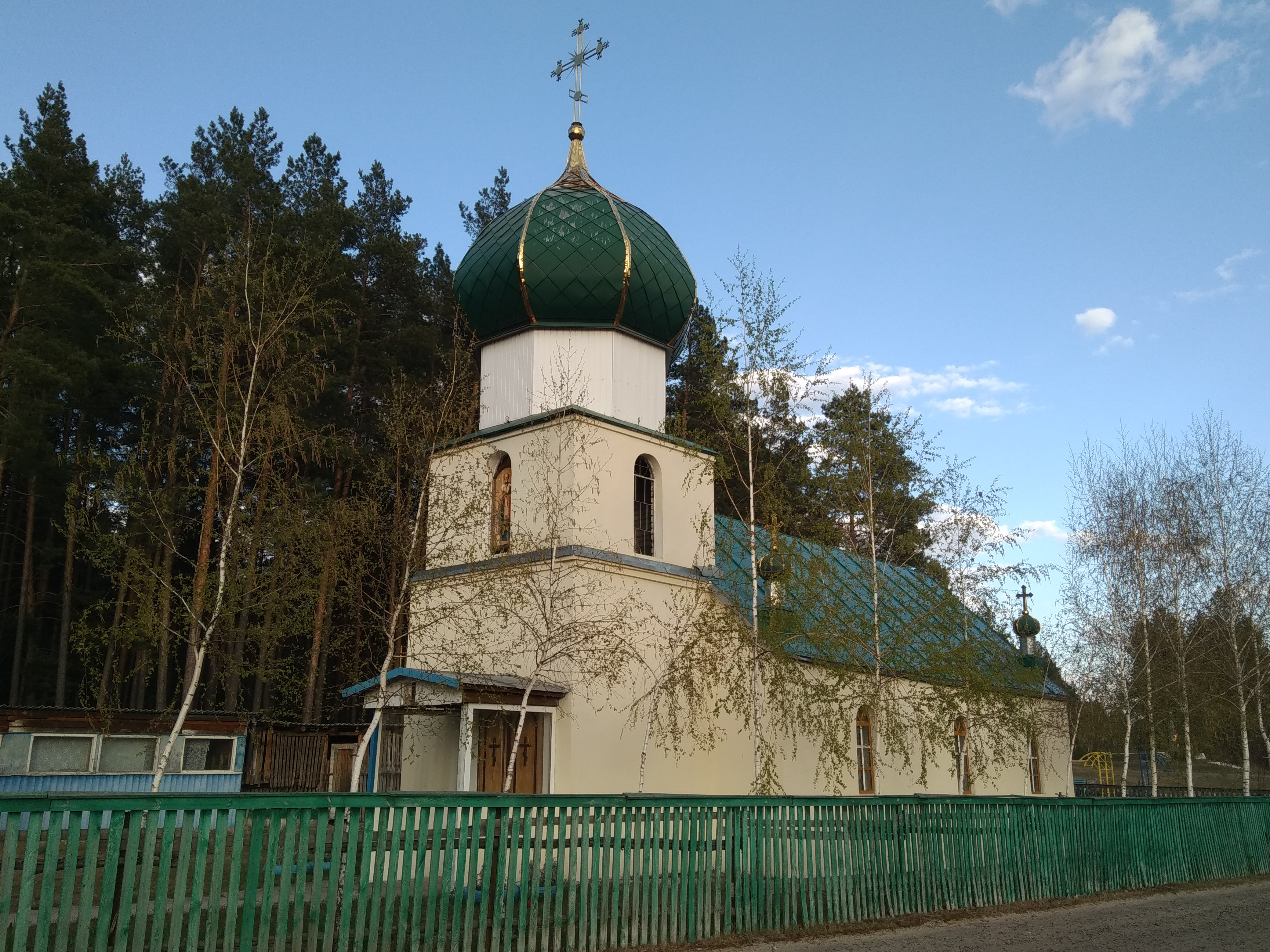
Сучасна Миколаївська церква
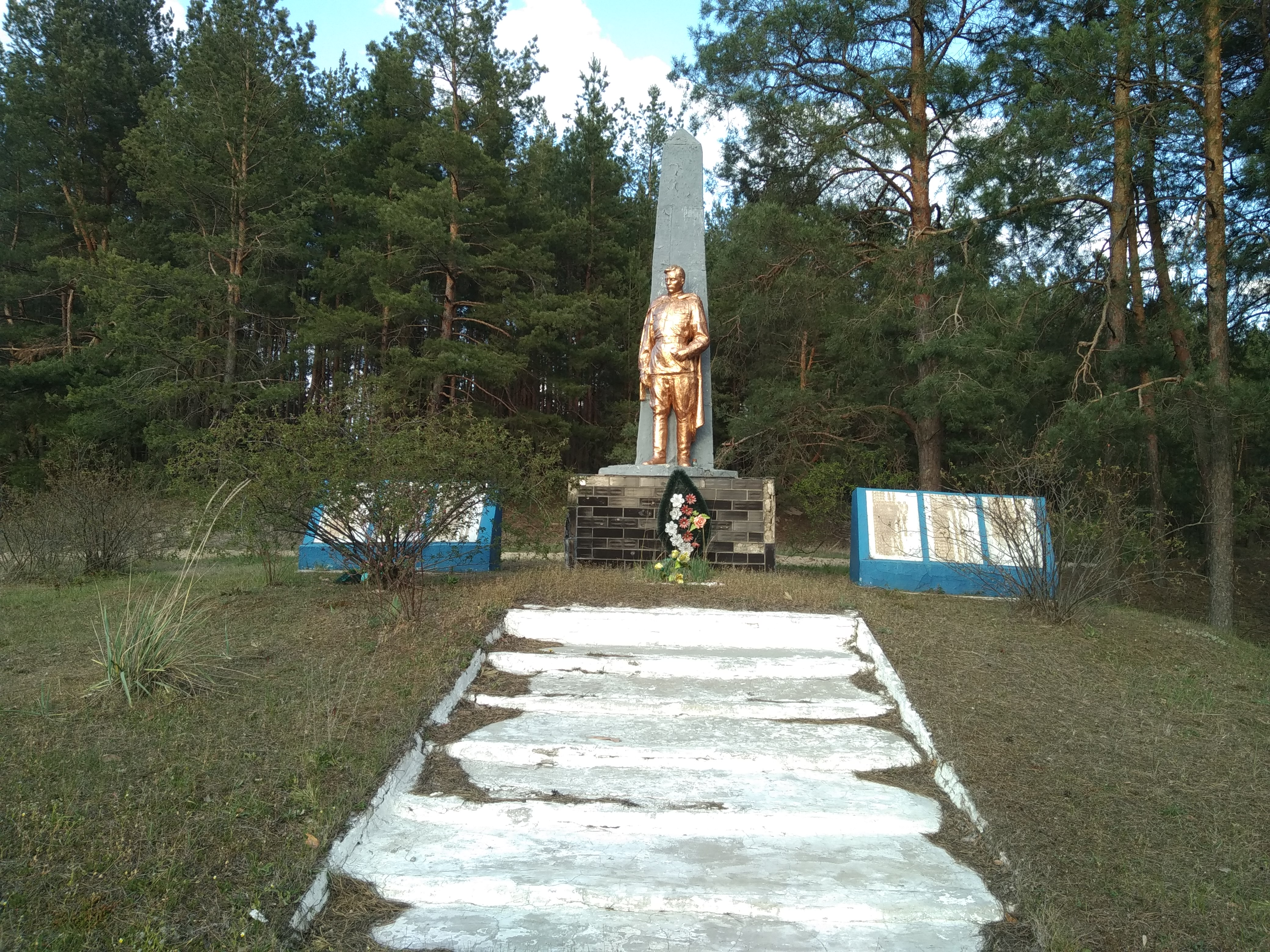
Братська могила 7 радянських воїнів і пам'ятник 113 односельчанам
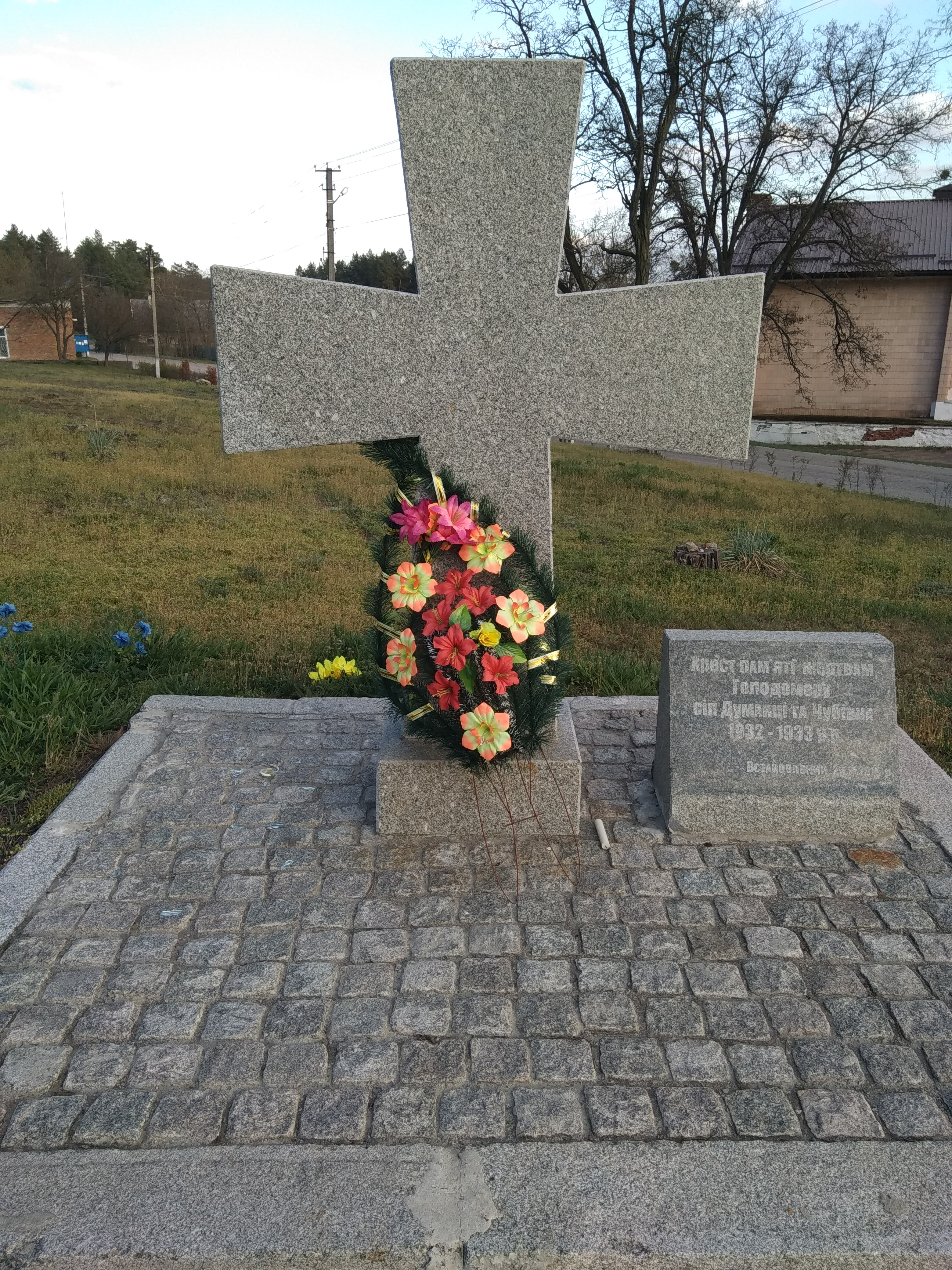
Пам'ятний знак жертвам голодомору
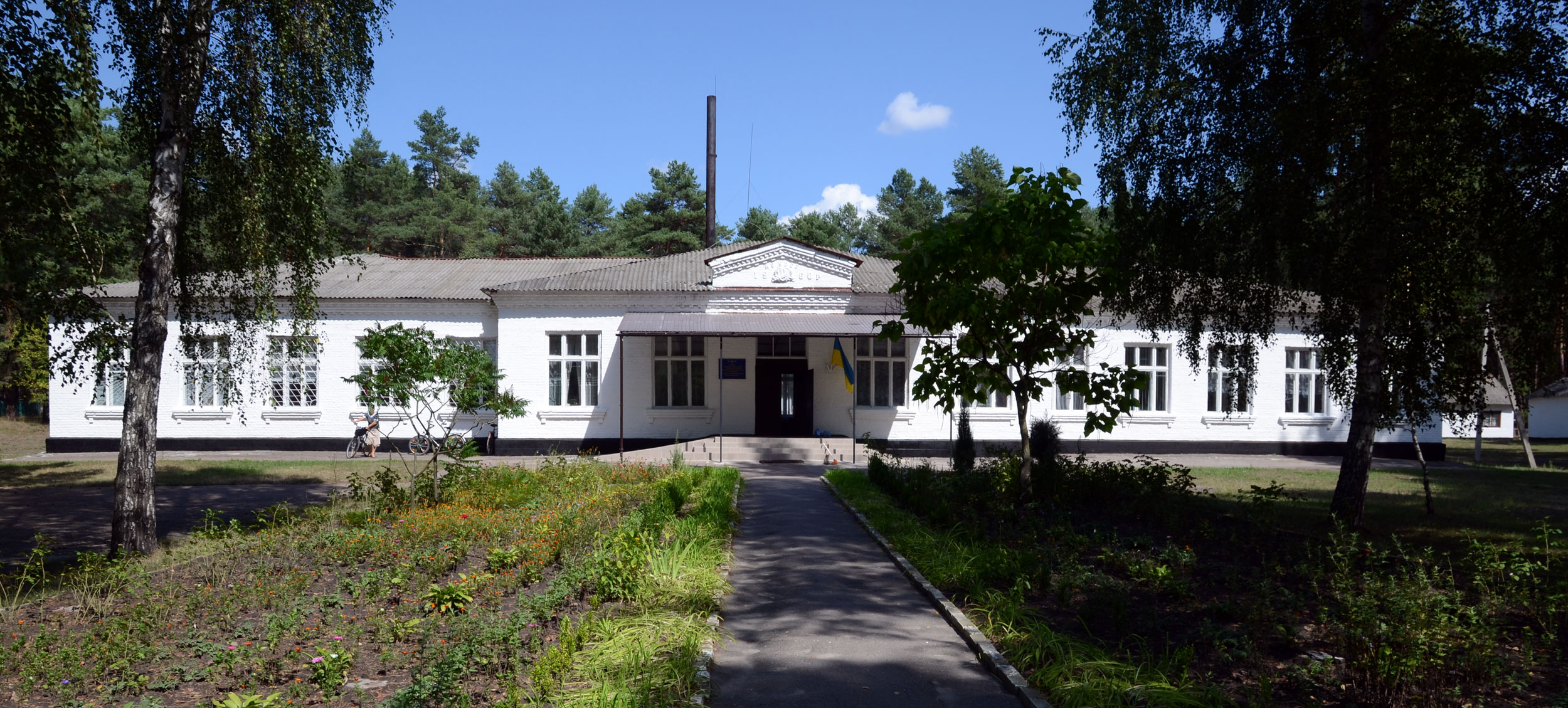
Школа біля лісу
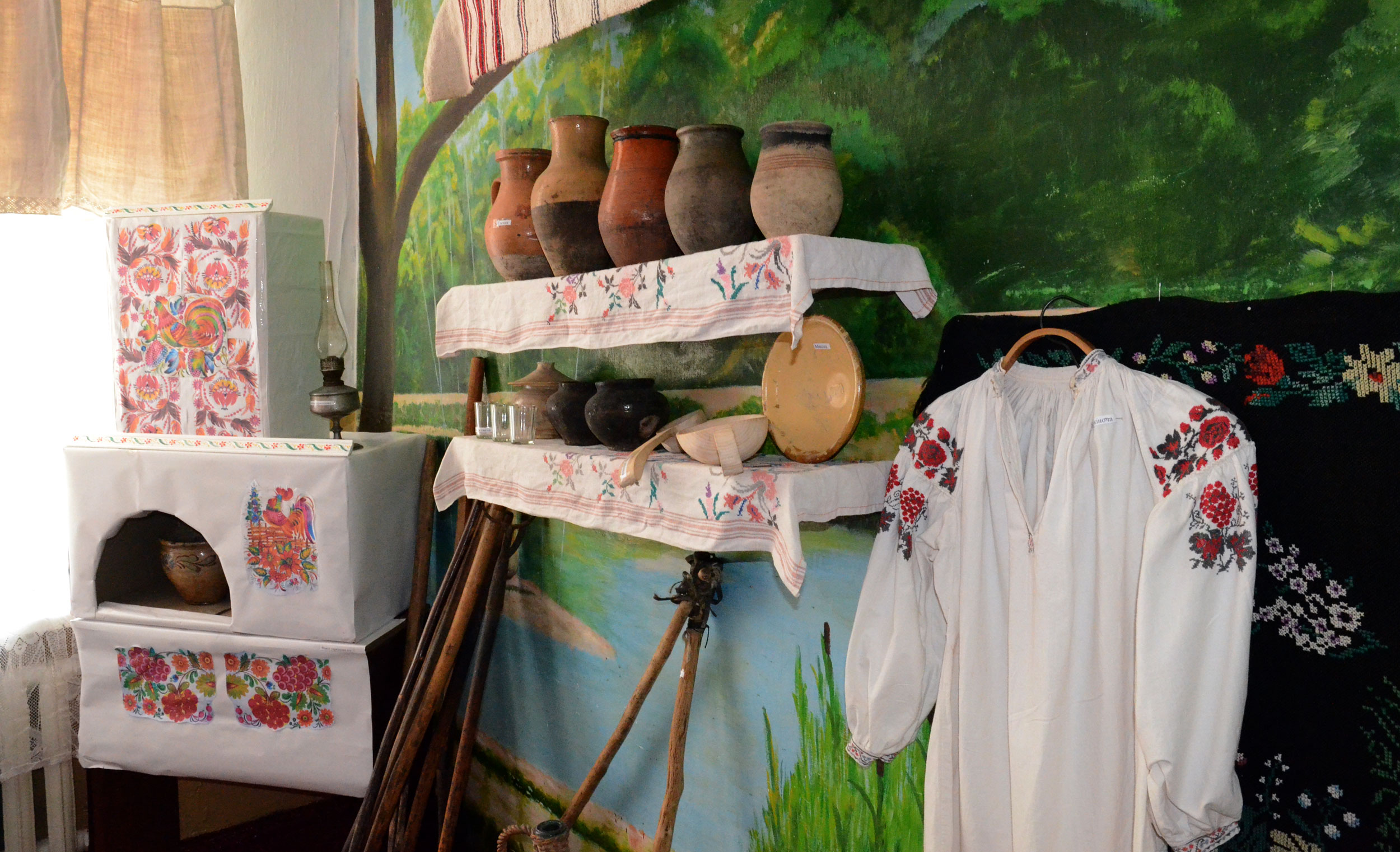
У шкільному музеї
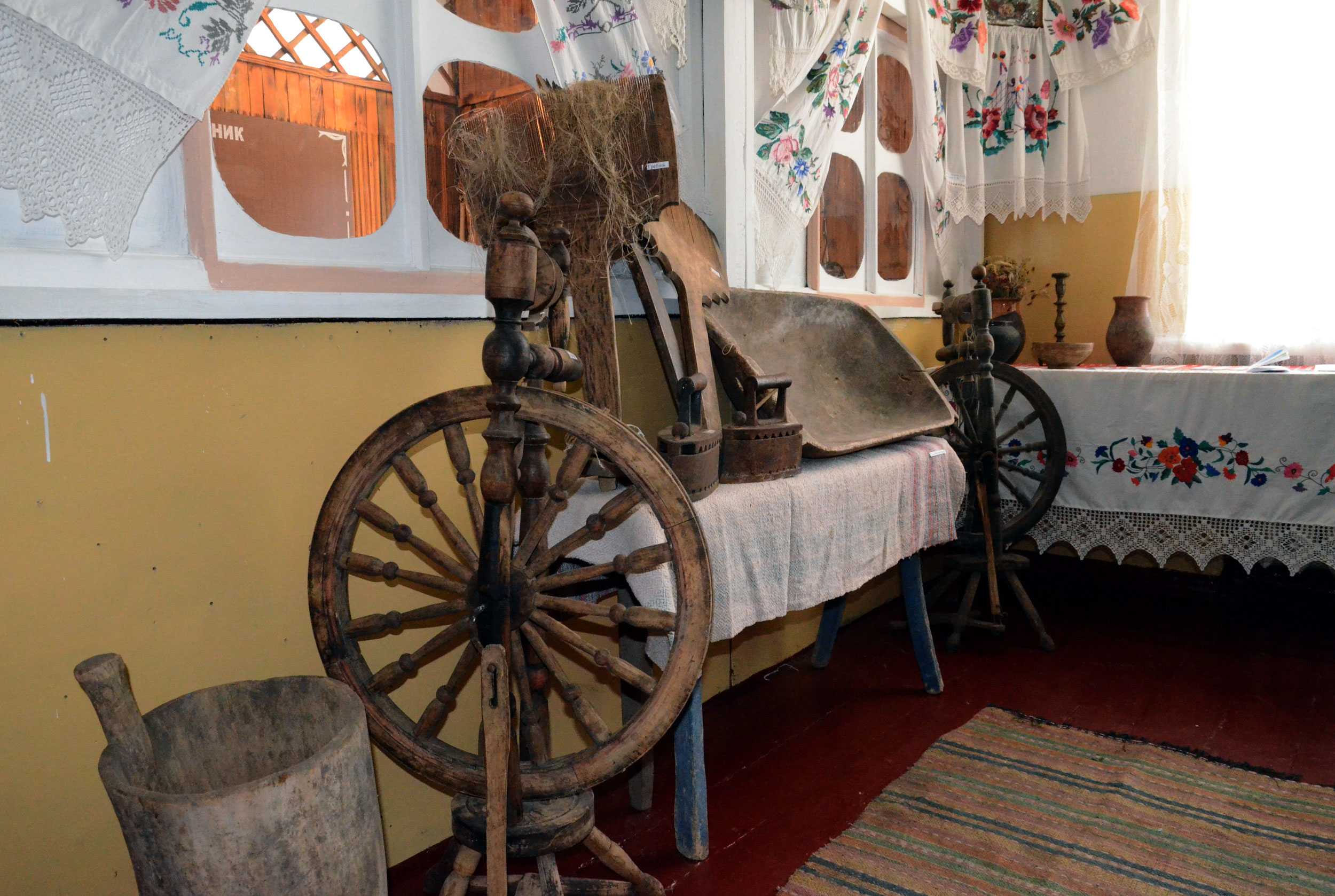
У шкільному музеї
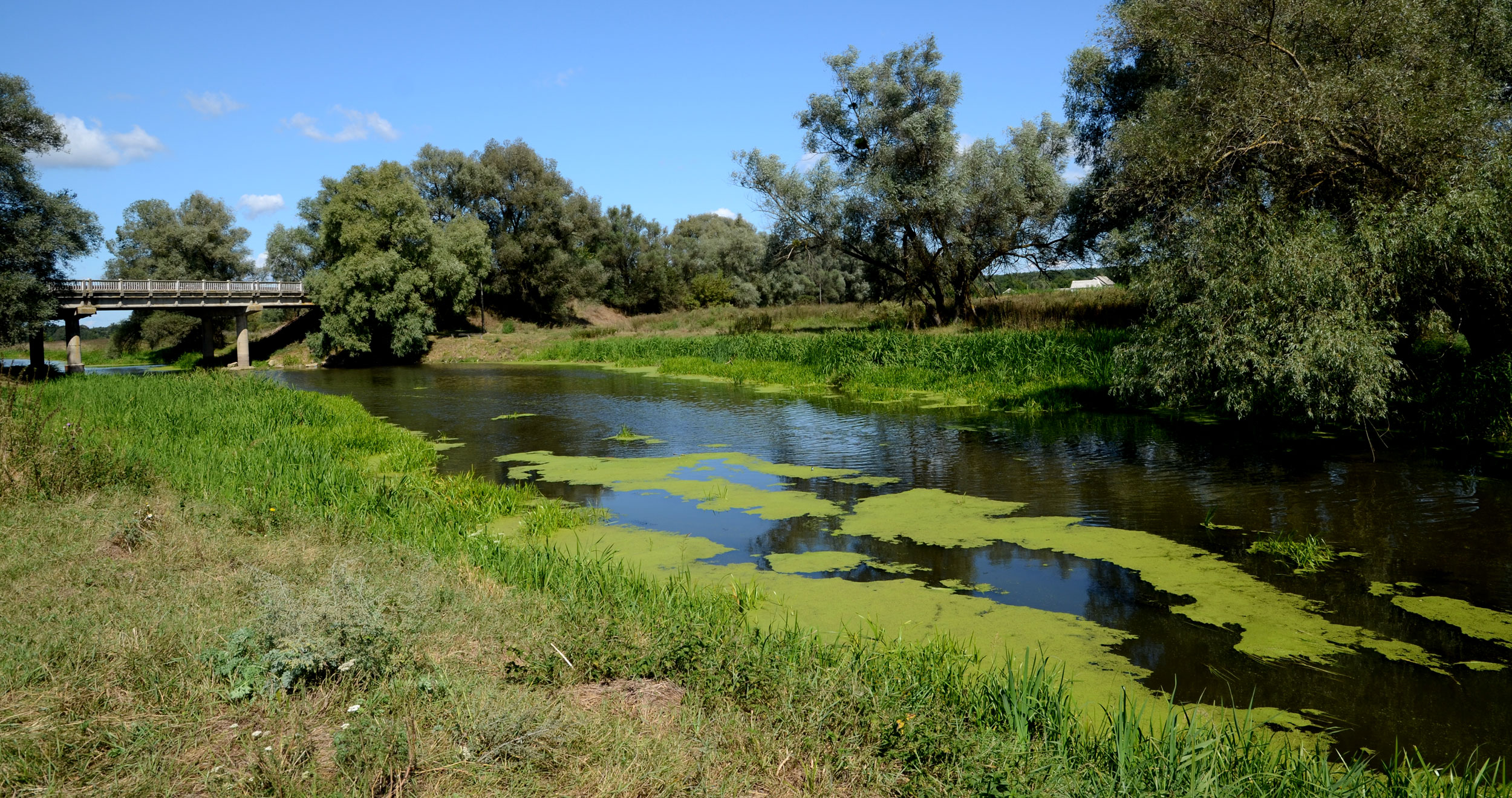
р.Тясмин поблизу села
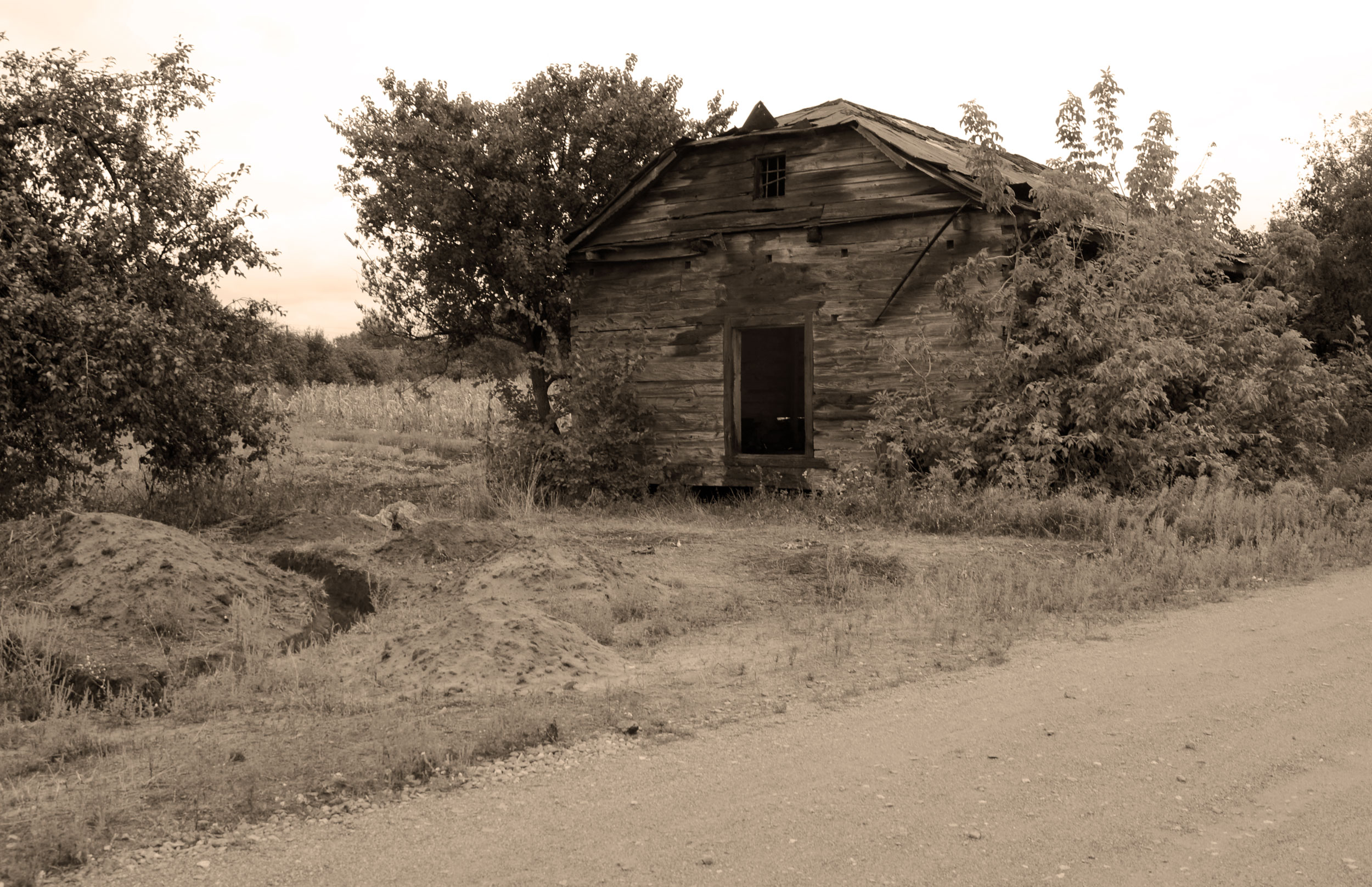
Старий амбар